# Habitation à loyer modéré
Pour les articles homonymes, voir HLM.

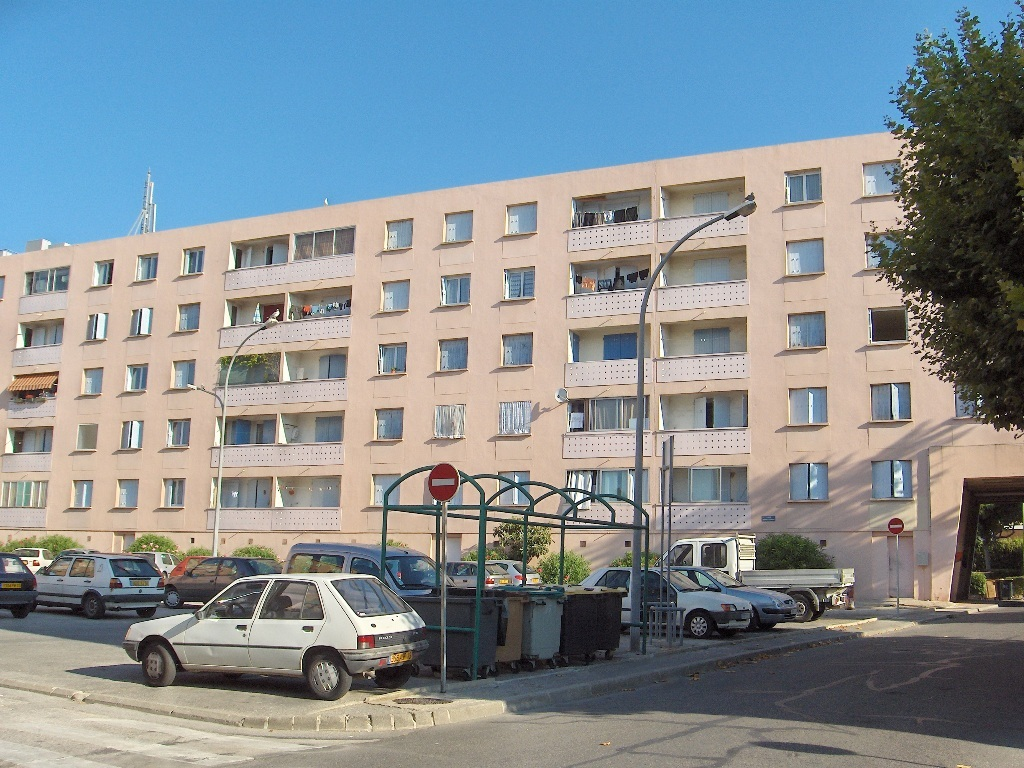
HLM à Martigues (France), place Auguste-Renoir, quartier de Ferrières.

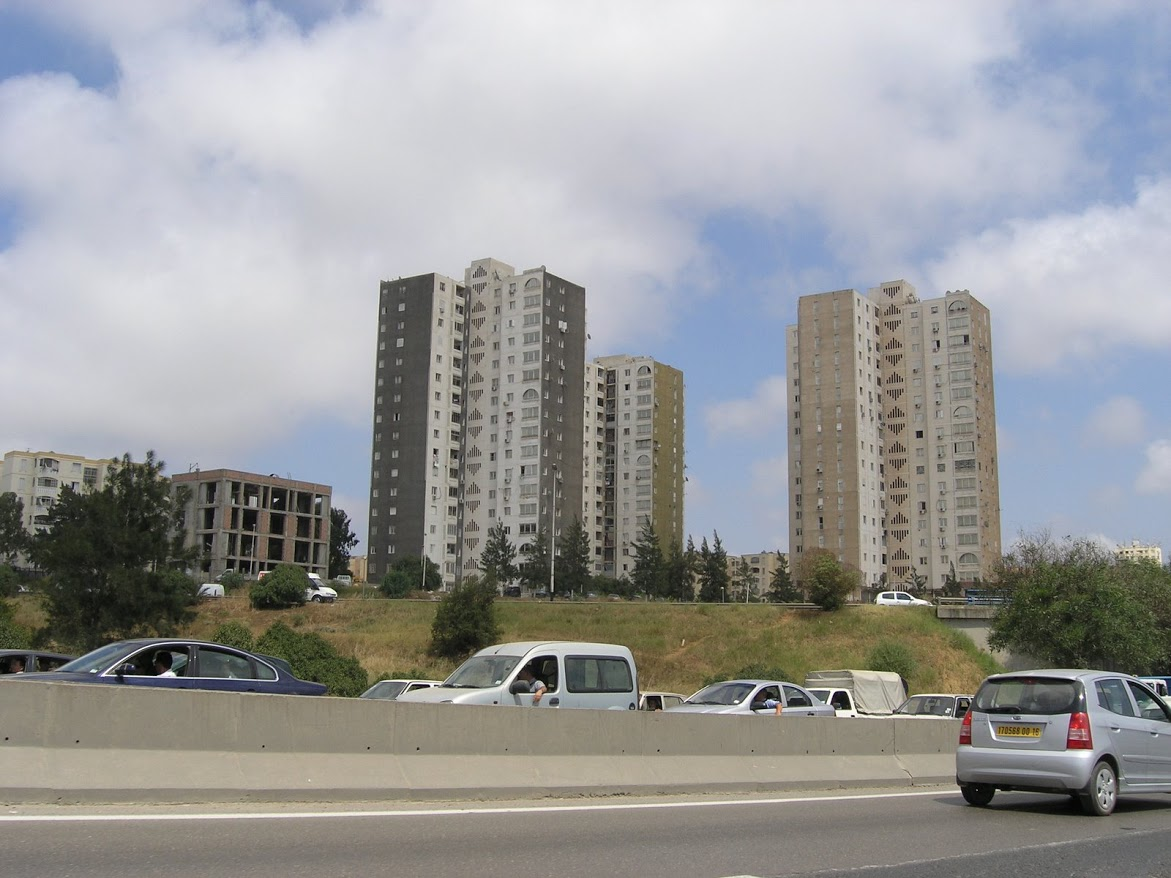
OPGI (ex-HLM) à Alger (Algérie).

Une habitation à loyer modéré (en France, Algérie et Sénégal) ou habitation à loyer modique (Québec), plus connue sous son sigle HLM — normalement au féminin (une HLM) mais le masculin (un HLM), quoiqu'incorrect, demeure fréquent —, est un logement géré par un organisme d'habitations à loyer modéré, public ou privé, qui bénéficie d'un financement public partiel, direct (subvention) ou indirect (privilèges variés : crédits, exonérations fiscales, etc.).

## Histoire
Le logement populaire prend sa forme autonome en France avec la loi Siegfried du 30 novembre 1894 qui crée l'appellation d'habitations à bon marché (HBM) incitant la mise à disposition de logements à prix social avec exonération fiscale.
En 1912, la loi Bonnevay, complète la loi Siegfried du 30 novembre 1894 qui créait les Habitations à bon marché.
En juillet 1928, Louis Loucheur, ministre du Travail, fait adopter une loi prévoyant l'investissement de l'État dans divers programmes de logements sociaux. Elle prévoit notamment la construction de 200 000 habitations à bon marché. Mais faute de financement public d’importance, le projet reste lettre morte jusqu'à la reprise de la construction après-guerre.
En 1945, le transfert de la tutelle des habitations à bon marché du ministère de la Santé au ministère de la Reconstruction et de l'Urbanisme, présida à la naissance des HLM par la loi de 1950 reprenant le parc des HBM.
En France, de nombreuses HLM ont fait l'objet d'une rénovation dans le cadre des projets de l'Agence nationale pour la rénovation urbaine (ANRU).

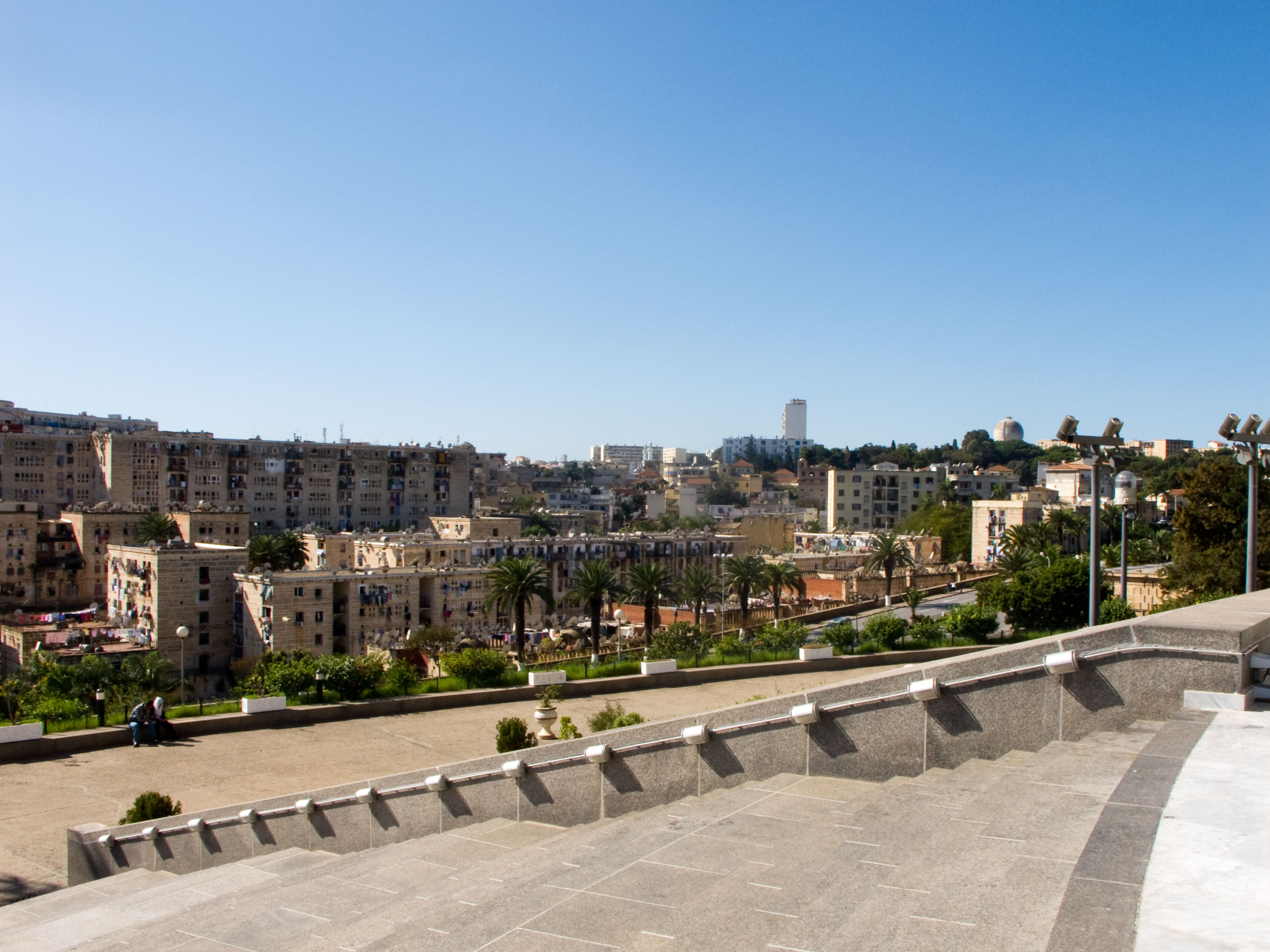
La cité Diar el Mahçoul construite en 1954 sur les hauteurs d'Alger par Fernand Pouillon

Pendant la période coloniale, des HBM puis des HLM sont également édifiées dans les colonies françaises. En Algérie, les HBM de l'entre-deux-guerres servent notamment à fixer les fonctionnaires et les militaires venus de métropole. Ces logements sont alors généralement peu accessibles aux Algériens en raison des sommes demandées pour la location. Dans les années 1950, la construction de HLM s'intensifie au même titre qu'en métropole. Le programme supervisé par Fernand Pouillon, architecte en chef de l'office des HLM d'Alger, est un de plus emblématique de la période. Après l'indépendance, les offices HLM sont absorbés par les Offices de promotion et de gestion immobilière (OPGI) selon l'ordonnance n° 76-93 du 23 octobre 1976. A l'échelle de la wilaya, l'OPGI gère le patrimoine des anciens offices HLM ainsi que les logements appartenant à l’État, notamment ceux obtenus dans le cadre des décrets d’étatisation des « biens vacants » des années 1960. 

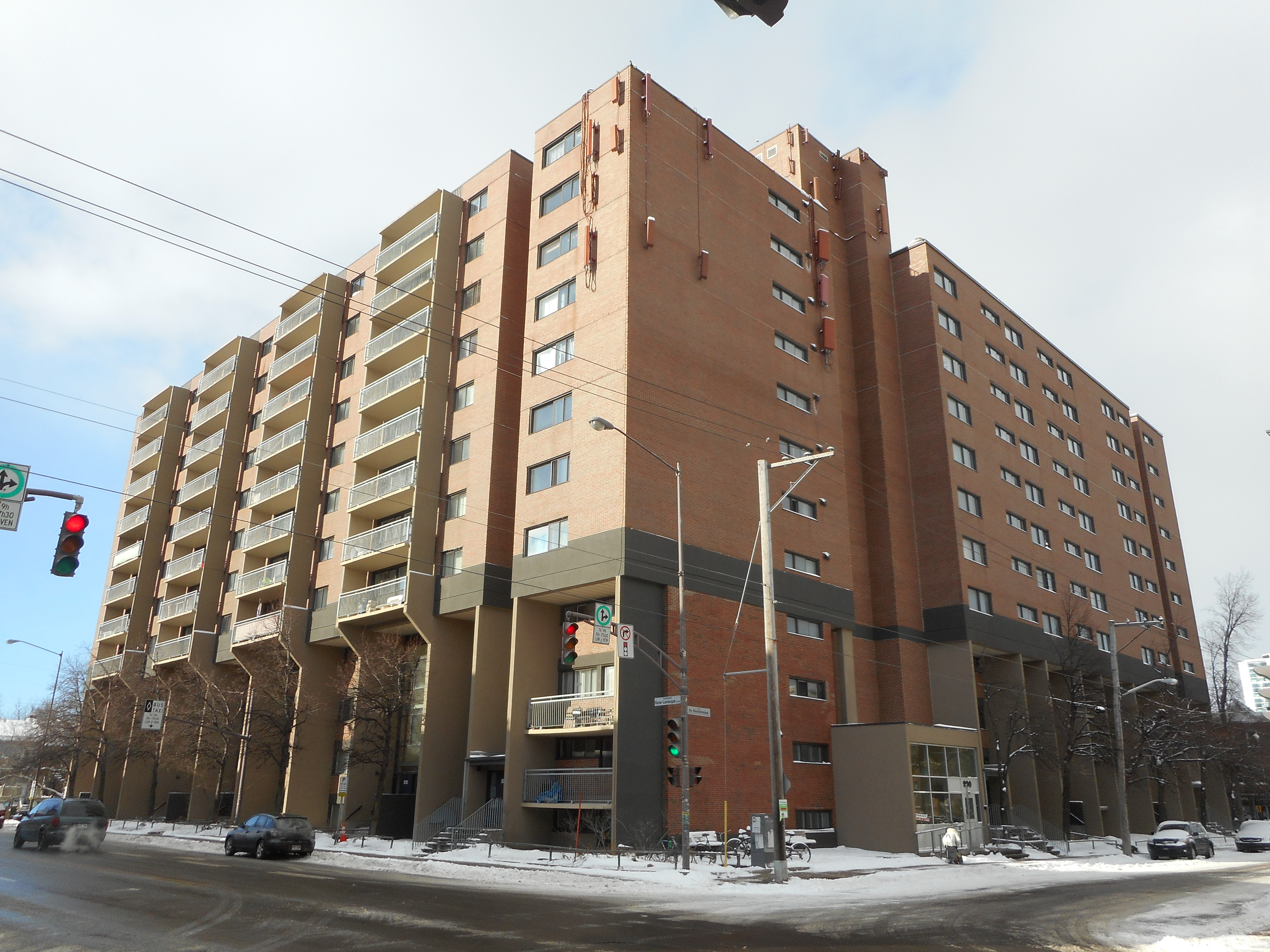
HLM dans l’arrondissement Cité-Limoilou, à Québec (Canada).

Au Québec, les HLM naissent avec l’adoption de la loi sur la Société d’habitation du Québec (SHQ) en 1967.

## Situation en France
4,3 millions de ménages habitent une HLM en France à la fin des années 2000, soit près de dix millions d'habitants. Près d'un tiers ont été construits après 1985.[réf. souhaitée]
En 2010, il est question d'une crise des HLM, en raison d'un manque de logements. Ce manque serait dû à une vacance parfois trop élevée, à un manque d'investissement de certains organismes, à une baisse des subventions (l'État concentrant ses efforts sur les avantages fiscaux et les aides personnelles APL).

### Controverses
(décembre 2023).
Marie Cardinal décrit la période qui suit la construction des premiers HLM parisiens dans son ouvrage Cet été-là écrit en 1967 et dont seule la deuxième édition parue aux Nouvelles Éditions Oswald en 1979 est disponible. Accompagnée du photographe Nicolas Tikhomiroff, Marie Cardinal est allée enquêter dans les HLM de la périphérie de Paris (été 1966). Elle donne les raisons de sa profonde colère car elle a travaillé sur les conditions difficiles de vie en HLM et notamment celle des étoiles filantes, ces femmes obligées de se prostituer pour nourrir leurs familles et clore les fins de mois. La femme de lettre avait pris la suite du travail d'investigations menées par la journaliste et écrivaine Catherine Vimenet qui a fait l'objet d'un article polémique dans Le Nouvel Observateur titré Les Étoiles filantes. Pour elle, le script du film Deux ou trois choses que je sais d'elle de Jean-Luc Godard « est un scandale et je le dis. Les étoiles filantes ne se prostituent pas pour acheter des robes, elles le font pour nourrir leurs enfants. Les étoiles filantes ne vont pas au George V, elles font le tapin du côté des Halles et hantent les hôtels meublés du quartier. Ce ne sont pas des pin-ups, elles sont moches. Présenter l'histoire de ces femmes différemment, c'est trahir leur cause ! »
La qualité de la vie dans les habitations à loyer modéré a fait qu'une connotation péjorative s'est associée au terme[Quand ?] de HLM, .
En 1994 éclate l'affaire des HLM de Paris dans laquelle une cinquantaine d'hommes d'affaires ainsi que certains politiciens liés au RPR ont été reconnus coupables de corruption pour l'attribution de marchés publics.